# Bronwyn Bancroft
Bronwyn Bancroft, född 1958 i Tenterfield i New South Wales, australisk konstnär av aboriginiskt ursprung. Hon är den första australiska modedesignern att bli utställd i Paris i Frankrike.
Bancroft blev skolad i Canberra och Sydney och var verksam som både modedesigner och illustratör. Affären Designer Aboriginals som hon grundade år 1985 sålde textilier skapade av aboriginska tillverkare. Bancroft är även medgrundare av föreningen Boomalli Aboriginal Artists Co-operative.
Bancroft har illustrerat ett tjugotal barnböcker och har även fått i uppdrag att formge exteriören av sporthallen i Sydney. 
Bancroft är känd för sin långa aktivism i samfund och engagemang i skötseln och administrationen av konstnärliga verk. Hennes målning Prevention of AIDS (1992) användes i en kampanj för att väcka uppmärksamhet och bekämpa spridningen av HIV/AIDS i Australien. 
Från år 2010 är Bancroft styrelseledamot för viktiga institutioner såsom Viscopy, Tranby Aboriginal College och Museum of Contemporary Art. Hon var även ledamot i styrelsen för National Gallery of Australia.
Konstverk av Bancroft återfinns i konstmuseerna National Gallery of Australia, Art Gallery of New South Wales och Art Gallery of Western Australia.

## Tidigt liv och skolning
Bronwyn Bancrofts växte upp som yngst av sju syskon. Bancrofts etniska ursprung är blandat, fadern tillhör de australienska urinvånarna medan modern är av skotsk-polskt ursprung. Nästan alla av förfäderna till fadern blev mördade på grund av deras aboriginska ursprung. Även fadern upplevde diskrimineringen och förföljelsen, vilket hämmade hans undervisning och slutade i att han saknade formell utbildning vid skolavslutningen. Han tvangs därför i hårt arbete. Däremot arbetade modern i lugn och ro hemma som sömmerska och sålde sina textilier.
På faderns råd om vikten av att skaffa sig en god utbildning eller stadigvarande arbetsanställning avklarade hon gymnasiet i hemorten Tenterfield. Hon fortsatte högre utbildning i Canberra dit hon flyttade tillsammans med sin blivande make (dessförinnan var han hennes lärare). Hon fick diplom i visuell kommunikation vid Canberras konstskola samt därtill utförde hon två andra examen vid Sydneys universitet. Hon återvände aldrig till hemorten Tenterfield trots att tre av systrarna levde där. Fadern dog omkring 1990. Själv har hon bildat en egen familj som består av tre barn; en av dem utnämndes till Young Australian of the Year 2010.